# Papassinu
Il papassinu o papassina (a volte italianizzato in papassino) è un dolce tipico della Sardegna.

## Preparazione
Tradizionalmente sono preparati per la ricorrenza di Ognissanti, ma è ormai possibile trovarli nelle pasticcerie e persino nei supermercati locali in quanto prodotti tutto l'anno. Sono fatti da un impasto di pasta frolla e uva passa, mandorle, noci, scorza di limone (o arancia) grattugiata, spezie e miele, e cotti al forno ad una temperatura di 200°. Gli ingredienti tipo sono: farina, uva sultanina, zucchero, uova fresche, vino cotto (sapa), mandorle, latte.

## Etimologia
Il nome deriva dal vocabolo papassa che in lingua sarda significa uva sultanina. Ogni paese dell'Isola prepara il dolce in diversi modi e gli ingredienti variano a seconda della regione storica ma sempre con la costante presenza dell'uva passa. La loro preparazione è legata alle ricorrenze autunnali, periodo nel quale l'uva passa raggiunge la maturazione.

## Varianti
Nella parte meridionale dell'Isola sono aromatizzati con ingredienti quali cannella, vaniglia e altre spezie, incluse le bucce d'agrume candite, mentre nella parte settentrionale prevalgono le scorze di arancio e di limone insieme ai semi di finocchio selvatico.